# Libnotes jocularis
Libnotes jocularis là một loài ruồi trong họ Limoniidae. Chúng phân bố ở miền Australasia.